# 哈尔滨儿童公园
哈尔滨儿童公园是哈尔滨市的一个公园，位于中華人民共和國黑龍江省哈尔滨市南岗区果戈里大街295号。隶属于哈尔滨市城市管理局园林管理办公室。哈尔滨儿童公园始建于1925年，原为中东铁路苗圃，日本投降后由中长铁路管理局接收并改名为铁路花园，1953年改为南岗公园，后于1956年6月1日儿童铁路通车后改为现名。园内有中国第一条儿童铁路。

## 公园概况
1925年，哈尔滨儿童公园的前身中东铁路苗圃在马家沟河旁建立。日军入侵哈尔滨后改为哈尔滨植物园，日本投降后，该苗圃被中长铁路管理局接收，改名为铁路花园。1953年由哈尔滨市人民政府接管后改为南岗公园。1956年6月1日，中华人民共和国第一条由儿童自主管理的儿童铁路在此通车，公园被正式命名为哈尔滨儿童公园，1993年被評定为黑龍江省甲级公园，2001年被評定為黑龍江省级文明单位，1997年成为哈尔滨市德育教育基地和社区教育基地，2013年5月1日改为免收门票的开放式公园。公园位于鬧市區，为狭长带状公园，长1000米，宽约210米，总面积19.7公頃，年游客量近1000万人次。公园主要出入口西大门面向主干道果戈里大街，东大门面向大成街，南门面向马家沟河，北门面向龙江街口。
哈尔滨儿童公园中绿化占地达到60%以上，公园内有乔木、花灌木53个品种，植被主要有毛白杨、紫薇、旱柳、榆树、落叶松、忍冬、白桦、悬铃木、云杉、杉松、杨树、松树、沙棘、麻黄等，公园温室面积1653平方米，年生产温室花卉200多种，露地花卉30多种，根据儿童活动特点，划分为西部碧苑游览区、中部儿童运动区、东部安静休息区、花卉观赏区和花卉培植区五个区域。在五个区域中设有芍药园、植物园、假山、长廊等多个景点，設置電動轉馬、電動飛機等儿童游艺设备。2019年改建后，拆除了围墙和原有的游艺设备，保留了儿童铁路、大象滑梯、秋千、儿童迷宫、微縮長城等设施。园内现有慢行环道、草坪运动场地等多种休闲健身设施。

## 儿童铁路

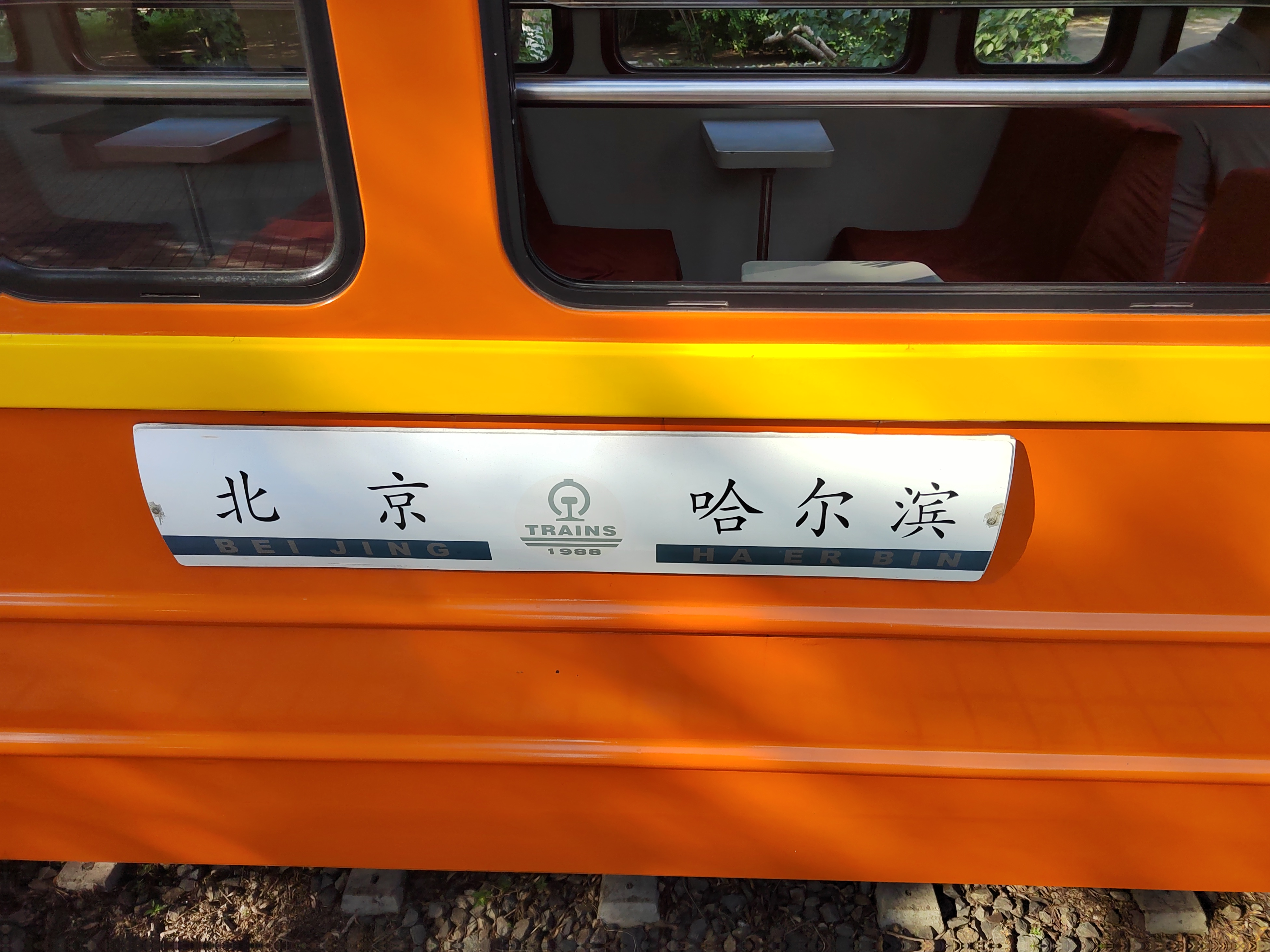
哈尔滨儿童铁路火车水牌

哈尔滨儿童公园儿童铁路全长2.17公里，环绕儿童公园一周，运行时速30公里每小时，每趟运行时间约12分钟，轨道为輕軌，是一条轨距为762mm的窄軌观光铁路。1956年6月1日，儿童铁路正式开通运营。现铁路共设有“北京站”和“哈尔滨站”两站，其中“哈尔滨站”跨站不停车。
1955年，哈尔滨市委决定修建儿童铁路，最终选址在当时的南岗公园，1956年5月17日正式开工建设。儿童铁路的车头是林业部森林工业机械厂用废旧的森林小火车改造而成的，车厢由哈尔滨车辆厂制造，共有两节封闭式车厢和四节敞篷车厢，其中还包含一节瞭望车，铁轨由哈铁工务段和三棵树工务段的工人铺设，来哈尔滨实习的上海铁路电讯学校学生安装了铁路信号装置。车站设有“北京站”和“莫斯科站”，其中“北京站”当时为中国古典式建筑，“莫斯科站”为俄式建筑。初代小火车是开放式游览车，车头为蒸汽機車，列车员和司机全部由12-15岁的少先队员担任。1965年10月11日，西哈努克亲王在刘少奇和陈毅的陪同下访问哈尔滨，并乘坐了儿童小火车，儿童铁路在刘少奇的要求下临时将莫斯科站改为金边站，受到了西哈努克和外交部的好评。

历代小火车

后来，儿童小火车先后进行过四次改造。中苏交恶后，“莫斯科站”被改为“哈尔滨站”，“北京站”后来也改建为真实北京站站房的缩小版。1968年，第二代儿童列车问世，车头由内燃机牵引，车厢仍为两节封闭式车厢和四节敞篷车厢。文化大革命时期，公园建设停滞，儿童铁路也暂时停运封存，改革开放后才恢复运行。1984年，第三代儿童列车问世，全车由哈尔滨车辆厂制造，包括一台机车，五节车厢和一辆尾车。车头变为现代化的流线型，并改用柴油作为燃料，全列由七节封闭式软席组成，可容纳200名旅客。2002年8月第四代小火车改为复古式车头，车厢则沿用了六节翻新后的第三代列车车厢，可容纳192名旅客。2014年初对使用了60余年的老铁轨进行完全更换。2015年4月7日，儿童铁路换用第五代小火车，全车长约60米，车头为仿古蒸汽式，采用柴油发动机牵引，可乘坐190名旅客。

## 升级改造

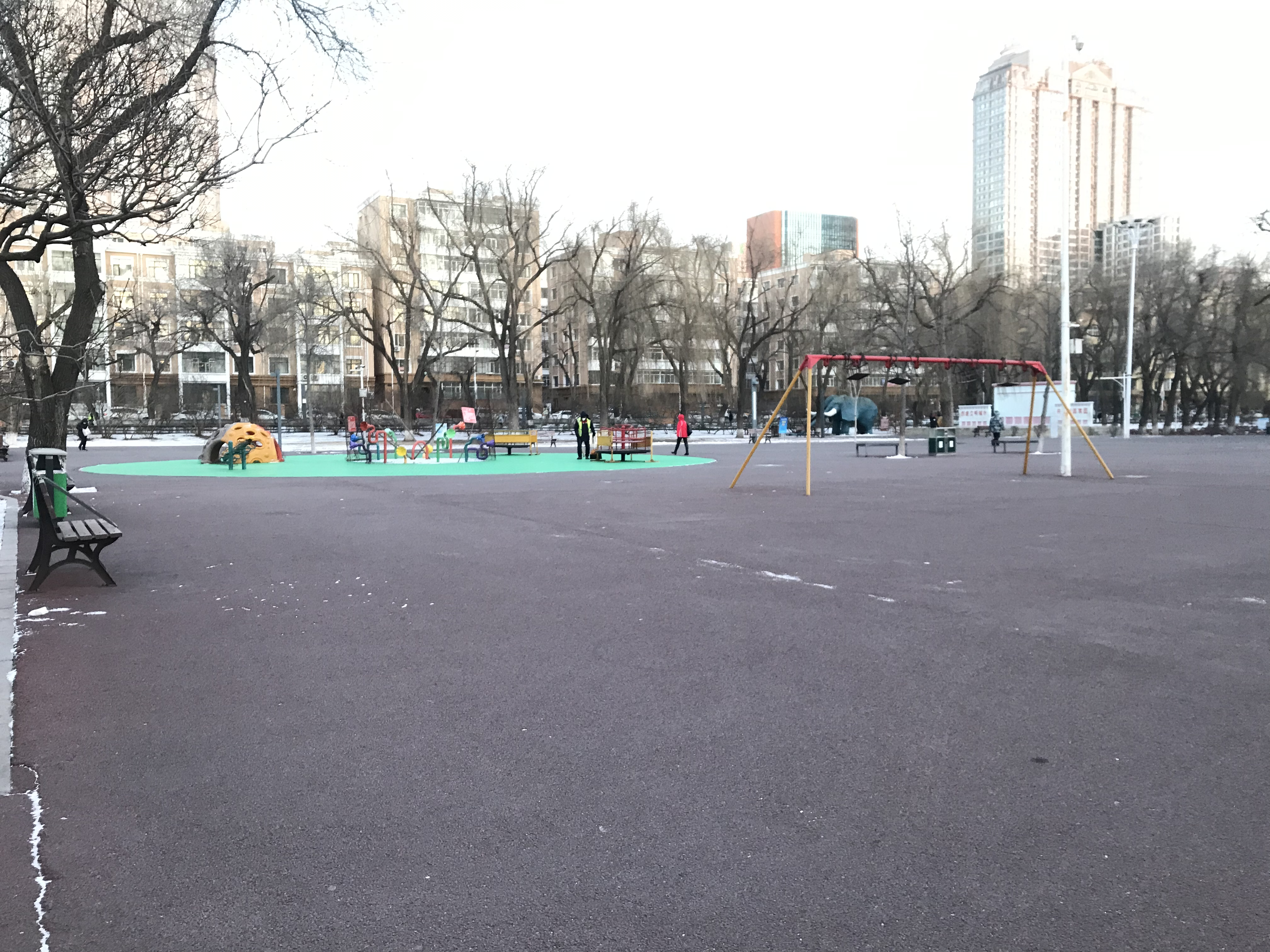
改造后的儿童公园游玩区

2019年5月，哈尔滨儿童公园停业，拆除太空漫步倉庫、北門守衛室、人工湖冷飲廳、槍戰城、恐怖城、快樂林猴舍、水上世界倉庫、紅瓦房、哈爾濱站倉庫、東門門衛室、東門倉庫、太陽宮等建築物，重新修建了大门，在南馬家溝河一側浮橋及大成街、河渠街沿線增设8个出入口，使出入口增至12處，增設了棋盤、球檯、14件少兒互動遊樂設施、18件健身器材、兒童無動力遊樂設施等。原有的1150米外围栏和470米内设围栏也被拆除，公园绿地面积增加1.42万平方米，活动空间增加1.19万平方米。增建一条长1865米、宽2米、环绕全园的彩色慢行环道。改造增建4处、总计2万余平方米的大型广场和草坪运动场，夏季作为运动场、足球场，冬季可以改作滑冰场和冰球场。还增设了儿童讲堂、儿童图书馆等。
儿童铁路也进行了检修。6月1日，儿童公园重新开放，门票改为免费，并将原北京站改为儿童铁路记忆馆。由于2019冠状病毒病疫情原因，儿童铁路从2020年6月起实行限额开放，并在冬天停运。2022年5月28日，哈尔滨儿童铁路重新开放，由专职人员担任司机，乘务员则由成人和少先队员共同担任，票价20元。